# Trần Hồng Nguyên
Trần Hồng Nguyên (sinh ngày 26 tháng 5 năm 1969) là một nữ chính trị gia người Việt Nam. Bà hiện là đại biểu quốc hội Việt Nam khóa XIV nhiệm kì 2016-2021, thuộc đoàn đại biểu quốc hội tỉnh Bình Thuận, Ủy viên Thường trực Ủy ban Pháp luật của Quốc hội, Phó Chủ tịch Nhóm Nghị sĩ hữu nghị Việt Nam - Algérie (đại biểu chuyên trách trung ương). Bà đã được trung ương giới thiệu ứng cử đại biểu Quốc hội lần đầu và đã trúng cử đại biểu Quốc hội năm 2016 ở đơn vị bầu cử số 3, tỉnh Bình Thuận gồm thị xã La Gi và các huyện: Đức Linh, Tánh Linh.

## Xuất thân
Trần Hồng Nguyên sinh ngày 26 tháng 5 năm 1969 quê quán ở xã Thuần Lộc, huyện Hậu Lộc, tỉnh Thanh Hóa.

## Giáo dục
- Giáo dục phổ thông: 12/12
- Đại học Luật
- Tiến sĩ Luật
- Cao cấp lí luận chính trị

## Sự nghiệp
Bà gia nhập Đảng Cộng sản Việt Nam vào ngày 4/12/1999.
Khi lần đầu được trung ương giới thiệu ứng cử đại biểu Quốc hội Việt Nam khóa XIV vào tháng 5 năm 2016 bà đang là Ủy viên thường trực Ban chỉ đạo cải cách tư pháp Trung ương, làm việc ở Ban Chỉ đạo Cải cách Tư pháp Trung ương Đảng Cộng sản Việt Nam.
Bà đã trúng cử đại biểu quốc hội năm 2016 ở đơn vị bầu cử số 3, tỉnh Bình Thuận gồm thị xã La Gi và các huyện: Đức Linh, Tánh Linh, được 163.668 phiếu, đạt tỷ lệ 62,08% số phiếu hợp lệ.
Bà hiện là Ủy viên Thường trực Ủy ban Pháp luật của Quốc hội, Phó Chủ tịch Nhóm Nghị sĩ hữu nghị Việt Nam - Algérie.
Bà đang làm việc ở Ủy ban Pháp luật của Quốc hội.